# Мукир
Муки́р (каз. Мұқыр) — село у складі Жангалинського району Західноказахстанської області Казахстану. Входить до складу Маштексайського сільського округу.
У радянські часи село називалось Мухор.
Населення — 461 особа (2021; 615 у 2009, 490 у 1999, 423 у 1989).